# Lecteria obscura
Lecteria obscura là một loài ruồi trong họ Limoniidae. Chúng phân bố ở vùng Tân nhiệt đới.